# 彭紹瑾
彭紹瑾（1957年2月28日—），臺灣政治人物（屬新潮流系為主、謝系為輔）、律師、檢察官、司法學者，新竹縣北埔鄉客家人，畢業於台大法律系、政戰學校軍法班、德國慕尼黑大學博士，聞名於1989年以檢察官身分移送法辦中國國民黨籍法務部長蕭天讚及檢察總長石明江而爆紅全國（後因該案受官僚體系排擠而毅然離開檢察機關），現任執業律師，曾任中華民國空軍義務役少尉軍法官、桃園地檢署檢察官、東吳大學及銘傳大學法律系副教授、民進黨桃園縣黨部主委、桃園縣及新竹縣選區立法委員、立法院外交及國防委員會委員、立法院內政委員會及立法院司法委員會及立法院程序委員會召委、立法院民進黨黨團幹事長、《公平交易季刊》總編輯、行政院公平會副主委，精通國語、臺語、客語、英文、德文與日文六種語言，曾代表民進黨參選桃園縣縣長但惜於最終敗給朱立倫，但仍再接再厲，於2021年、2022年投入綠營桃園市長初選，是綠營首位公開表態角逐桃園市長寶座的政治人物，其目的是追求促進良性競爭選舉，亦曾參選贏第七屆新竹縣立法委員補選，成為自全國選制變革以來新竹縣目前的唯一一位民進黨立法委員，擔任立法委員期間長期深耕於立法院外交及國防委員會、立法院司法委員會兩常設委員會為主，其辦案風格曾被民間激賞為「見鬼殺鬼、見佛殺佛」，在立法委員初上任半年內還曾因不畏生死主動追查黑道弊案而遭人砍殺，其政治生涯中多半在為追求司法正義與清廉政府而奮鬥。

## 生平
生於新竹縣北埔鄉客家庄，曾就讀北埔國小，後畢業於竹北市竹仁國小。竹北國中畢業後，就讀新竹中學，後考取國立臺灣大學法律系，再取得東吳大學法律碩士，最後赴德國慕尼黑大學深造，獲法學博士學位。

## 辦案受阻
1989年，臺灣爆發「第一高爾夫球場」官商勾結疑案，時任法務部部長的蕭天讚涉嫌於擔任法官期間受賄關說。而當時擔任桃園地檢署檢察官的彭紹瑾，不顧上意阻撓，堅持依法偵辦此案，後來高等法院檢察署介入調查，收取、剝奪彭檢察官的偵查權，全案被高層「移轉管轄」，最後以不起訴處分結案。此案爆發期間，全國輿論嘩然，嘉義地方上支持蕭天讚的群眾，動員北上造勢聲援，此一活動，反而加劇全國民眾對蕭天讚的批評，蕭天讚因而辭官下台，風波方稍平息。但彭紹瑾檢察官因為堅持偵辦此官商勾結疑案，遭到習於仰承上意的檢察體系排擠，在內部孤立無援情況下，彭毅然留職停薪遠赴德國攻讀博士學位。

## 從政生涯
1996年起投身桃園縣立法委員選舉，分別當選第3、4、6屆立法委員（後並於2010年2月27日當選第7屆新竹縣選區立法委員）。
2001年代表民主進步黨參選桃園縣長選舉失利，該屆選舉由中國國民黨候選人朱立倫當選。朱立倫雖然是外省人第二代，卻可以囊括眷村及本土系統的選票。相較之下，彭紹瑾的政治人脈就較為薄弱，最後，彭紹瑾以44.2%的得票率落選。
2008年11月19日民主進步黨第13屆第3次中執會通過，徵召彭紹瑾參選2009年新竹縣長選舉。在縣長選舉失利之後，繼續獲得民進黨提名，參加原任立委邱鏡淳就任縣長後的立委缺額補選，並以55.97%的得票率當選，再度成為了立法委員。

## 選舉紀錄
| 年度 | 選舉屆數               | 選舉區       | 所屬政黨   | 得票數  | 得票率 | 當選標記 | 備註 |
| ---- | ---------------------- | ------------ | ---------- | ------- | ------ | -------- | ---- |
| 1995 | 第三屆立法委員選舉     | 桃園縣選舉區 | 民主進步黨 | 60,343  | 9.45%  |          |      |
| 1998 | 第四屆立法委員選舉     | 桃園縣選舉區 | 民主進步黨 | 46,331  | 6.90%  |          |      |
| 2001 | 第十四屆桃園縣縣長選舉 | 桃園縣       | 民主進步黨 | 353,568 | 44.20% |          |      |
| 2004 | 第六屆立法委員選舉     | 桃園縣選舉區 | 民主進步黨 | 48,192  | 6.54%  |          |      |
| 2009 | 第十六屆新竹縣縣長選舉 | 新竹縣       | 民主進步黨 | 77,126  | 30.55% |          |      |
| 2010 | 第七屆立法委員補選     | 新竹縣選舉區 | 民主進步黨 | 71,625  | 55.97% |          |      |
| 2012 | 第八屆立法委員選舉     | 新竹縣選舉區 | 民主進步黨 | 102,953 | 37.05% |          |      |

## 評價
Facebook粉絲專頁「恕我無法支持」，曾撰文評價彭紹瑾：「這位檢察官叫彭紹瑾，堪稱台灣史上最勇敢檢察官之一。1989年彭紹瑾到桃園地檢署報到，第一件承辦案件就是綁架撕票的重大刑案，緊接著就是第一高球場案。他一番努力之下，將法務部長蕭天讚、最高檢察署檢察長石明江和蕭天讚機要秘書張淳淙列為關說貪瀆被告，可是本來應該偵查不公開的資料，在送件當天下午就被蕭天讚得知。最後蕭天讚不起訴，彭紹瑾的檢察官生涯，沒多久也因為同儕壓力而結束。但他不是畏縮離開，而是轉戰政治界，先後擔任桃園縣、新竹縣立委。立委生涯也是不斷揭弊打貪，除了蕭天讚關說案，他也查過一航廈弊案等重大案件。最後還因為揭弊太多，在1996年被人用開山刀直接砍斷腳筋。當年彭紹瑾遭砍，落網的兇嫌最後證明是代罪羔羊，真兇不知去向，可見背後黑金勢力龐大。但就算被砍斷腳筋，彭紹瑾也沒停止揭弊。他前幾年到了公平會，最大戰功是重罰高通 234 億台幣，是史上最高罰金。後來公平會跟高通和解，讓高通承諾五年對台投資，紮實為台灣產業謀利。」、「黃國昌如果算得上揭弊戰神，那彭紹瑾這種挑戰黨國、為了正義而流血的勇檢，難道是揭弊創世神嗎？」